# Apollo híd
Az Apollo híd (szlovákul: Most Apollo) a Duna egyik hídja Szlovákia fővárosában, Pozsonyban. A főváros két városrészét köti össze: Főrévet Pozsonyligetfaluval, egyúttal le- és felhajtást biztosít a D1-es autópálya felé. Pozsony legfiatalabb hídja, korábban nevezték Kassai hídnak (Most Košická) vagy Kassai utcai hídnak is.

## Története
Nevét az itt működő Apollo Finomítóról kapta, amelyet 1895. április 9-én alapítottak Budapesten és egy év múlva a Malomligeti úton (ma Milyské Nivy) építettek fel a híd lábánál. Az olajfinomítót 1944 júniusában lebombázták. Az 1960-as években helyébe felépült olajfinomító a Slovnaft tulajdonában áll, amelynek anyacége a MOL.
Az Apollo híd előzetes tervei 1999-ben készültek. A híd építését 2003-ban kezdték el. A mederhíd acélszerkezetét a folyó bal partján szerelték össze. Az összeszerelt szerkezet egyik vége a 11-es számú mederpillérre támaszkodott, a másik vége ideiglenes támaszon nyugodott. A mederhíd fokozatos elfordítással került a végleges helyére, a 10-es számú pilléren elhelyezett sarura. Az 5240 tonnás acélszerkezet 2004. szeptember 17-e és szeptember 22-e között került a helyére. A próbaterhelések 2005 júniusában fejeződtek be.
Átadására 2005. szeptember 5-én került sor. A kosárfüles ívhíd 231 m-es fesztávval íveli át a Dunát, közbelső támasz nélkül. A teljes hossza feljárókkal együtt 854 m.
A kivitelezést az osztrák MCE Linz a pozsonyi Doprostav vállalattal közösen végezte. A költségeket eredetileg 3,6 milliárd koronára tervezték, és 680 millió koronával lépték túl. A beruházást az Európai Beruházási Bank és a szlovák állam közösen finanszírozta.
Az átvezetésre került út délen csatlakozik a D1-es autópályához és a pozsonyligetfalui lakótelep úthálózatához. Naponta 170 000 jármű halad át rajta, 80 000-rel csökkentve Kikötői híd forgalmát.
Egyik tervezője Agócs Zoltán pozsonyi építészmérnök, egyetemi tanár.

## Díjak
Az Apollo híd sikeresnek bizonyult, több szlovák és külföldi díjjal is jutalmazták. Amerikában elnyerte az Outstanding Project and Leaders Award-ot (American Society of Civil Engineers), Európában megkapta a European Award for Steel Structures-t (European Convention for Constructional Steel Work) elismerést.

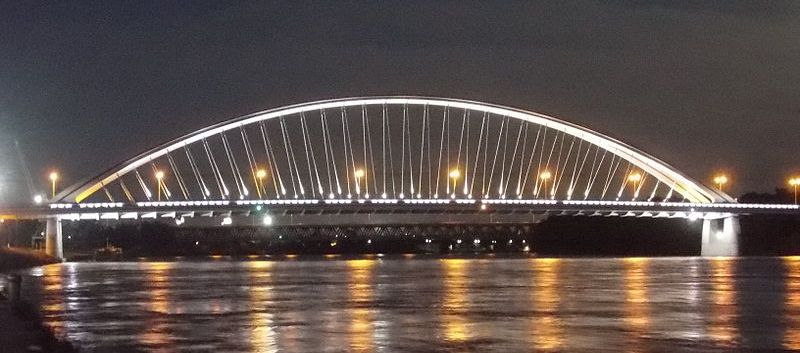

## Fordítás
- Ez a szócikk részben vagy egészben a Apollo-Brücke című német Wikipédia-szócikk fordításán alapul.  Az eredeti cikk szerkesztőit annak laptörténete sorolja fel. Ez a jelzés csupán a megfogalmazás eredetét és a szerzői jogokat jelzi, nem szolgál a cikkben szereplő információk forrásmegjelöléseként.